# Stade Letná
Le Stade de Letna (en tchèque Stadion Letná) renommé epet ARENA en 2022, du nom d'un sponsor, est un stade de football situé à Prague en Tchéquie.
L'enceinte est la propriété et la résidence de l'AC Sparta Prague, un des principaux clubs du pays, depuis son ouverture en 1917. Il sert depuis régulièrement aux sélections nationales (Tchécoslovaquie jusqu'en 1989, Tchéquie depuis 1993). En 2014, sa capacité se monte à un peu moins de 20 000 places.

## Histoire
Le Sparta Prague, qui dispose au début du siècle d'une des meilleures équipes d'Europe, trouve en 1914 un lieu où s'établir, sur la colline Letná (en) qui surplombe Prague. Un terrain de football est aménagé, et inauguré le 13 mai 1917 lors d'un match entre le Sparta Prague et le FC Viktoria Plzeň (3-2). Devant le succès populaire du club, le club fait bâtir par l'architecture Lev Lauermann une tribune en bois de 1 600 places, une capacité rare à l'époque en Europe centrale. La tribune est inaugurée lors d'un match de gala face au KB de Copenhague.
Le stade devient dès 1921 le lieu de résidence privilégié de la sélection de Tchécoslovaquie, au détriment du Stadion Slavii utilisé avant la guerre par l'éphémère sélection de Bohême. Au début des années 1920 la sélection compte surtout des joueurs du Sparta... Le premier match officiel disputé par la sélection sur son territoire est ainsi organisé à Letná : la Yougoslavie y est battue 6-1 devant 10 000 spectateurs. En 1923, ils sont 25 à 30 000 pour assister à la victoire de la sélection face à l'Italie (5-1),. La sélection y dispute la majorité de ses matchs jusqu'à la seconde Guerre mondiale (44 entre 1921 à 1939, puis 34 entre 1946 et 1989).
Devant le succès populaire sans cesse croissant du Sparta et de la sélection, finaliste de la Coupe du monde, il est décidé en 1934 de faire passer la capacité du stade de 25 à 45 000 places environ. Alors que les travaux avancent vite, un incendie ravage la tribune principale, qui hébergeait les archives et les trophées du club. Vingt mois plus tard, une nouvelle tribune en béton est achevée à la place de la tribune de bois brûlée. En 1945, lors des derniers combats de la seconde Guerre mondiale, le stade est lourdement endommagé. Il est restauré peu de temps après la libération du pays.
De 1967 à 1969, les trois tribunes du stade encore en bois sont à leur tour reconstruites en béton. Elles contiennent des places debout devant et un deuxième niveau contenant les places assises, portant la capacité du stade à 35 880 places. L'ouverture officielle a lieu le 7 mai 1969 face à l'Austria Vienne. Le stade reste dans cette configuration une vingtaine d'années. Le dernier match de la sélection tchécoslovaque que le stade accueille, en octobre 1989, rassemble 34 000 spectateurs. La Suisse est battue (3-0) dans la course à la Coupe du monde 1990.
En 1993, peu après la chute des régimes communistes en Europe, la Tchécoslovaquie se sépare et le stade devient la résidence privilégiée de l'équipe de République tchèque. L'année suivante, l'entrepreneur Petr Mach (cs), devenu président du Sparta, fait reconstruire et moderniser le stade en quelques mois par la société Metrostav (cs). Sa capacité est alors réduite à 21 362 places, toutes assises. En 2001 la pelouse est refaite et un système de chauffage du gazon est installé.
Le Sparta Prague, à la recherche de financement, fait appel au 2003 au naming de son stade : il est renommé Toyota Arena en 2003, AXA Arena en 2007, et Generali Arena en 2009. Il est cependant encore largement connu et appelé « Stade (de) Letná » ou « Stade du Sparta ».
Sa capacité se monte officiellement en 2014 à 18 887 places (un peu plus selon des sources alternatives). Des projets d'agrandissement (à 30 000 voire 40 000 spectateurs) ou de reconstruction sont à l'étude, étant donné que le pays ne compte plus aucun stade de football moderne de grande capacité.

## Événements
Le stade accueille les rencontres de la sélection nationale tchèque mais également d'autres événements non-sportifs.

## Galerie

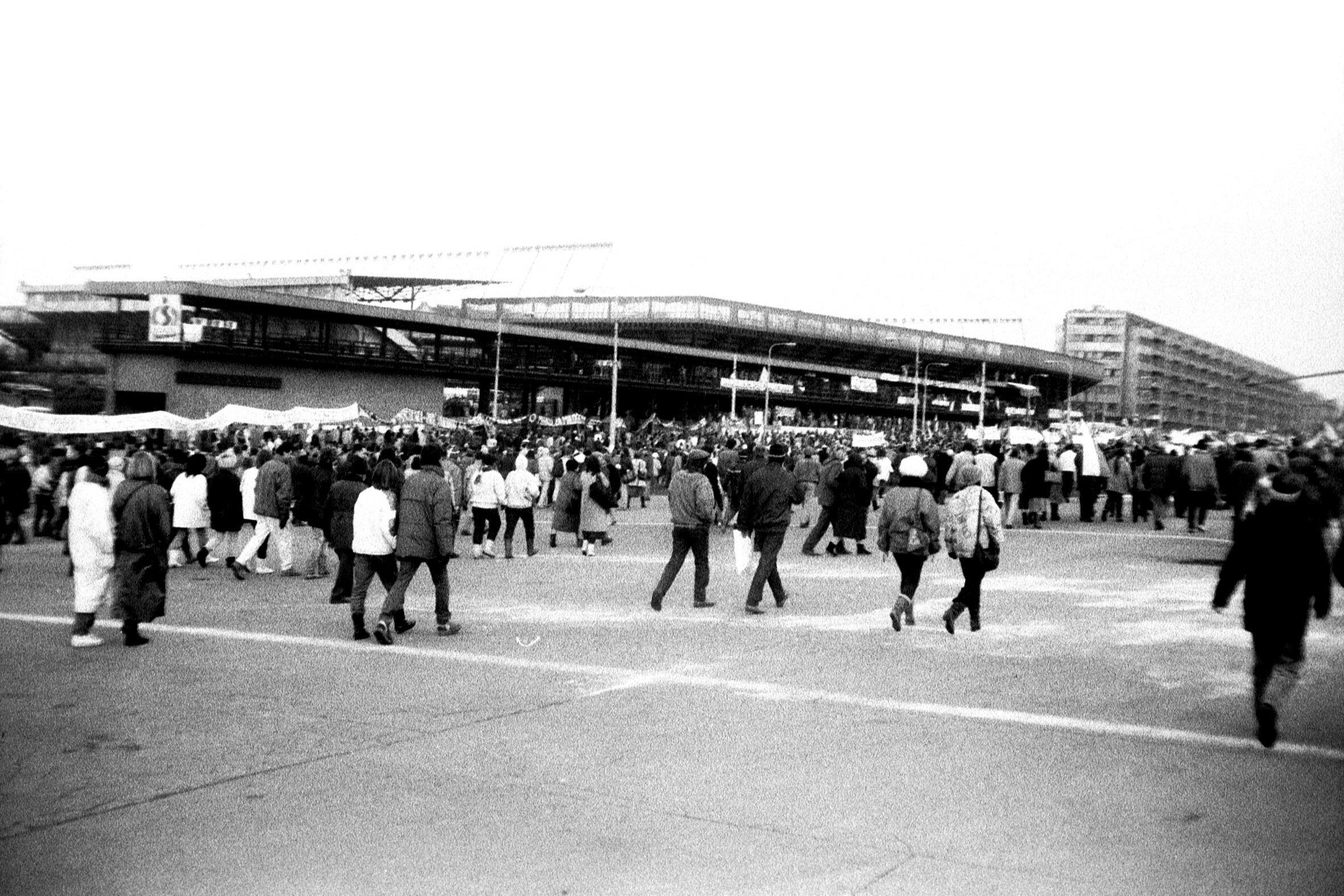
Esplanade du stade, en 1989.
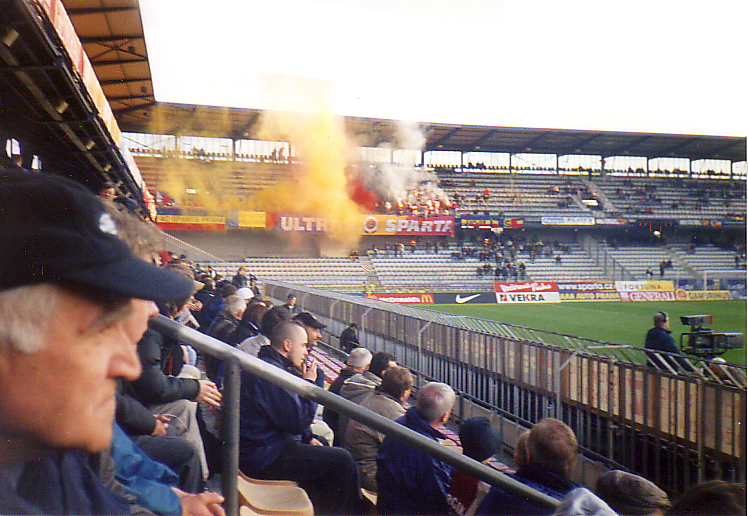
Vue des tribunes, en 2002.
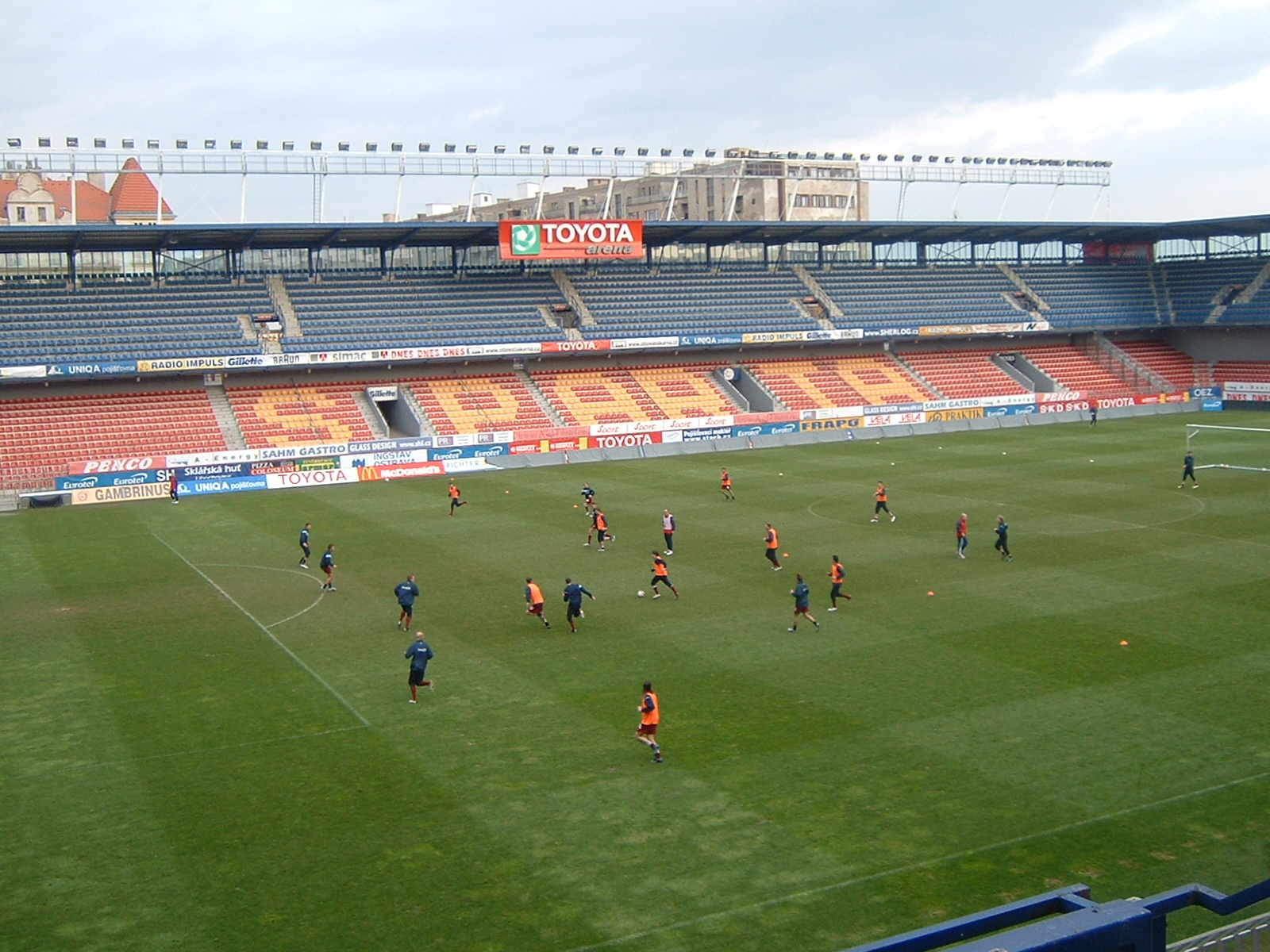
Entraînement du Sparta dans le stade, en 2005.
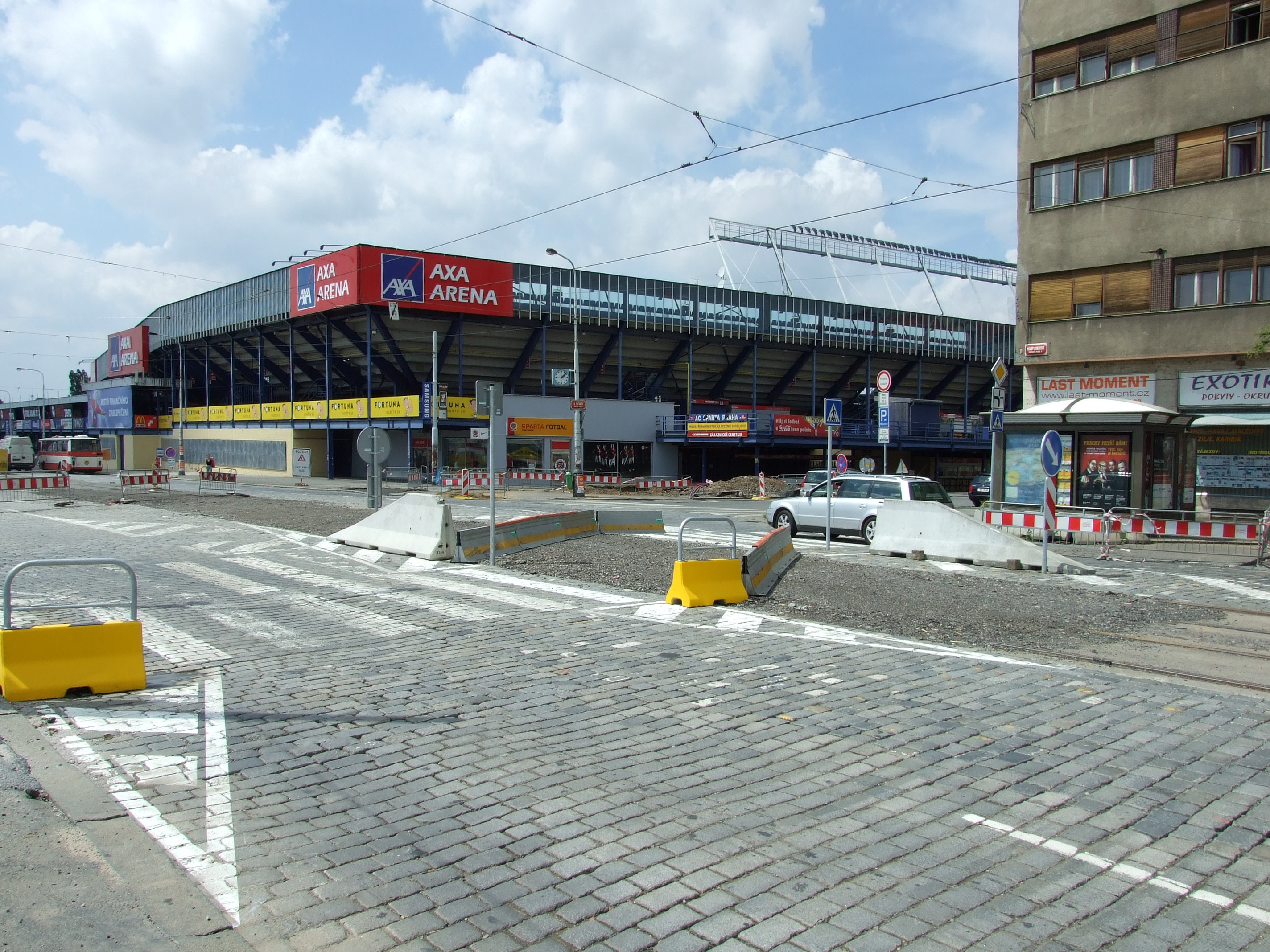
Vue extérieure, en 2008.
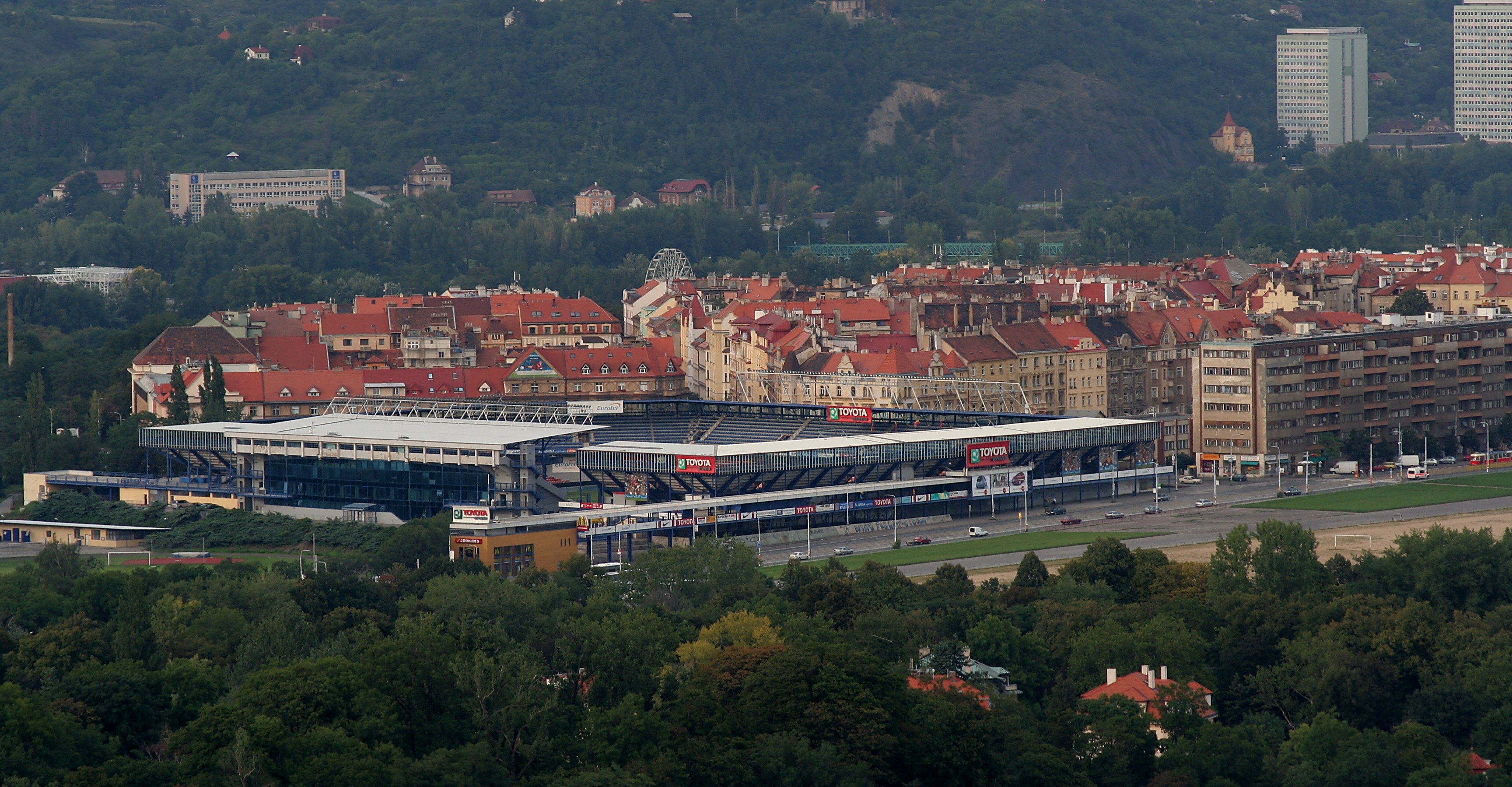
Vue lointaine.